# Eleonora Di Nezza
Eleonora Di Nezza () é uma matemática italiana, pesquisadora do Centre national de la recherche scientifique (CNRS) no Centre de mathématiques Laurent-Schwartz (CMLS) e professora de matemática na École Polytechnique em Palaiseau, França. Sua pesquisa está na interseção de vários ramos da matemática, incluindo geometria complexa e diferencial, e se concentra na geometria de Kahler.

## Formação e carreira
Di Nezza obteve um mestrado em matemática pela Universidade de Roma "La Sapienza", e fez sua pesquisa de doutorado entre a Universidade de Roma Tor Vergata e a Universidade Paul Sabatier em Toulouse, França, durante a qual reunificou resultados em espaços fracionários de Sobolev. Sua tese em 2014 foi sobre geometria de equações complexas de Monge-Ampère em variedades compactas de Kähler, orientada por Stefano Trapani e Vincent Guedj.
Após o doutorado fez o pós-doutorado no Imperial College London, com uma bolsa Marie Skłodowska-Curie Actions, durante a qual ingressou no Mathematical Sciences Research Institute. Em 2017 foi para a França para ingressar no Institut des Hautes Études Scientifiques (IHÉS) antes de se tornar lecturer na Sorbonne Université e professora de matemática na École Polytechnique. Recebeu a Medalha de Bronze do CNRS em 2021.